# Plectorhinchus mediterraneus
Plectorhinchus mediterraneus är en fiskart som först beskrevs av Guichenot, 1850.  Plectorhinchus mediterraneus ingår i släktet Plectorhinchus och familjen Haemulidae. Inga underarter finns listade i Catalogue of Life.